# 卡舒埃拉-迪帕热乌
卡舒埃拉-迪帕热乌是巴西米纳斯吉拉斯州的一个市镇。总面积673.761平方公里，总人口9089人，人口密度13.5人/平方公里。